# Obstbrand

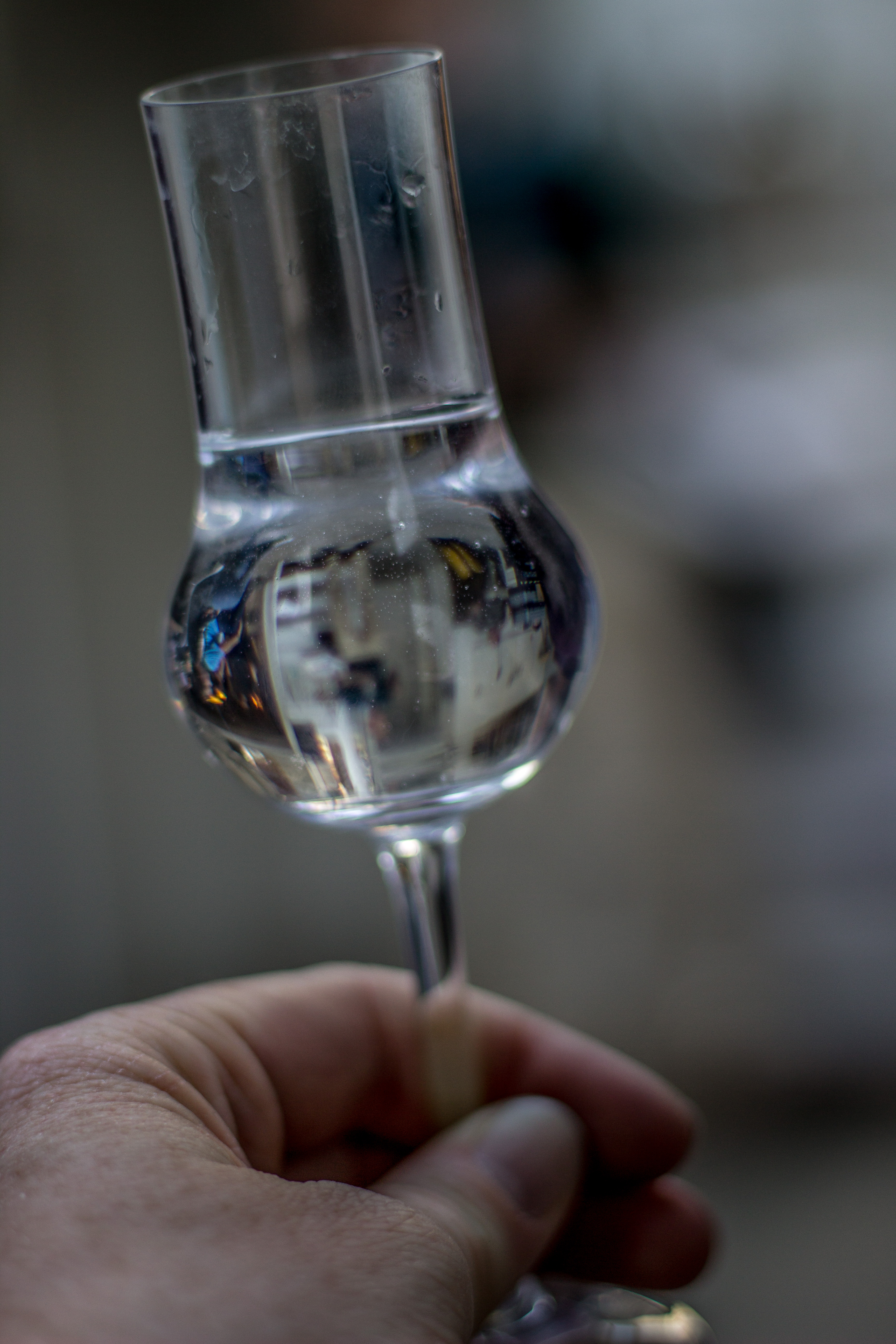
Obstbrandglas mit einem Destillat

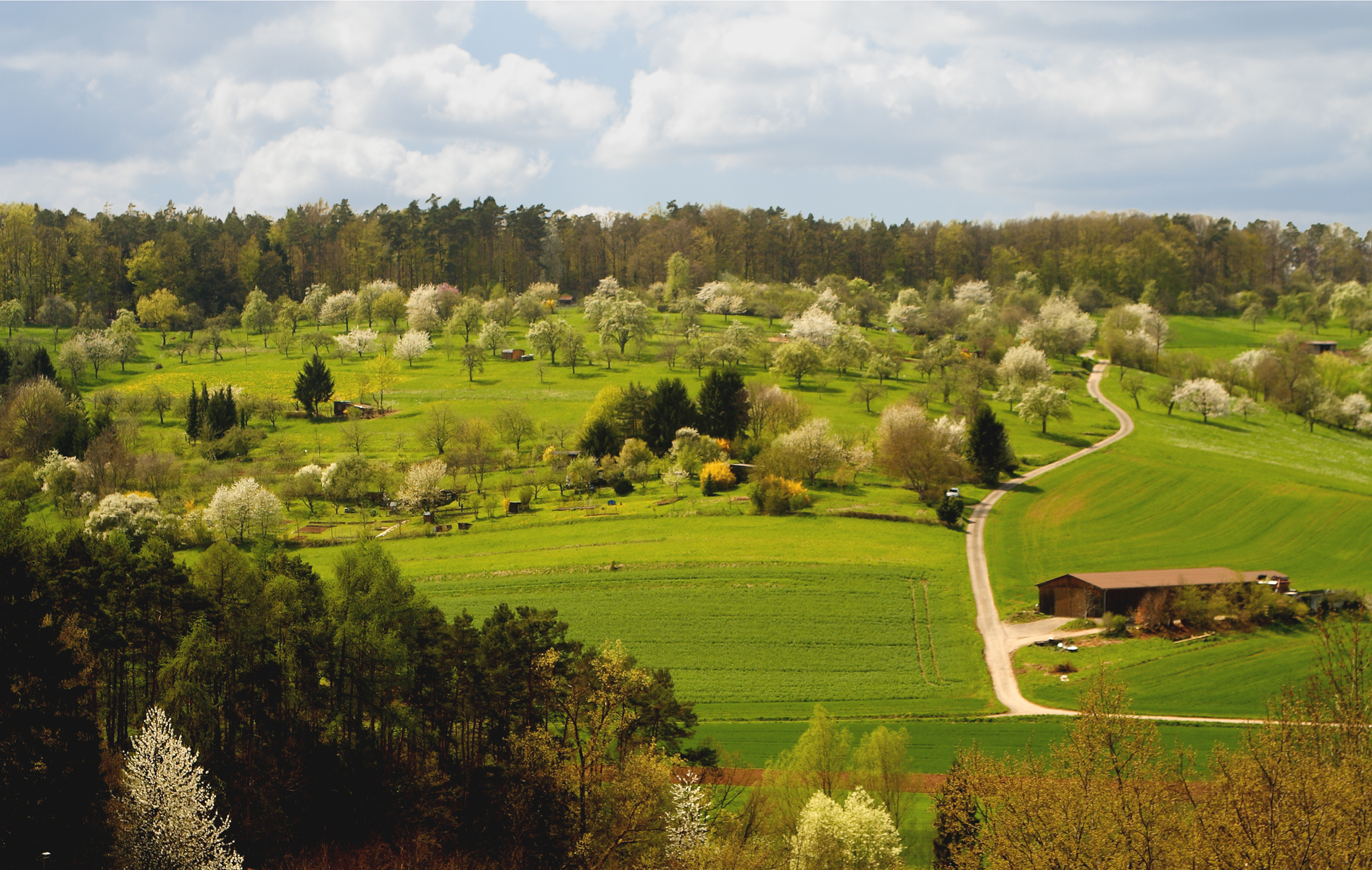
Streuobstwiese bei Tübingen, Südwürttemberg

Obstbrand, Obstwasser oder Obstler bezeichnet eine Spirituose aus Früchten wie Birnen, Äpfeln oder Zwetschgen. Die Früchte werden gemaischt und einer alkoholischen Gärung unterworfen. Daraus wird durch Destillation, dem Brennen, ein Schnaps gewonnen. Der Mindestalkoholgehalt beträgt 37,5 Volumenprozent. Die verschiedenen Arten von Obstbränden sind unter Spirituose aufgeführt. Bei Obstwasser/Obstbrand ist vorgeschrieben, die verwendeten Früchte in absteigender Reihenfolge (nach der verwendeten Menge) auf dem Etikett aufzuführen, z. B. „Obstwasser aus Äpfeln und Birnen“. Ein Obstbrand wie Mirabellenbrand/Mirabellenwasser wird aus nur einer, der namensgebenden, Frucht destilliert. Es dürfen keine weiteren Früchte zugesetzt werden. Enthält der Name eine Sorte, wie bei Williams-Christ Birnenwasser, darf der Obstbrand keine anderen Sorten beinhalten.

## Herstellung
Der erste Schritt bei der Herstellung eines Obstbrandes ist es, die Früchte, welche für den jeweiligen Brand benötigt werden, zu maischen. Hierfür werden die Früchte zunächst zerkleinert (oft auch entkernt), danach mit Wasser vermischt. Schließlich wird spezielle Gär-Hefe hinzugefügt, welche die Gärung beschleunigt und für eine höhere Alkoholkonzentration in der Maische sorgt. Nun wird je nach Temperatur, Menge und Art der Maische, diese für 3 Tage – 2 Wochen gären gelassen. Im Anschluss daran wird jene in einer Destille gebrannt. Das Ziel beim Brennen, im Gegensatz zum chemischen Destillieren, ist es, die Aromen der Früchte beizubehalten. Der fast fertige Brand, welcher eine Alkoholkonzentration von ca. 60–90 % besitzt, wird, da dieser sonst zu scharf schmecken würde, mit Wasser verdünnt, um so einen Alkoholgehalt von den gesetzlich vorgeschriebenen mind. 37,5 bis zu 55 Volumenprozent zu erreichen. Anschließend werden die Brände oft noch für bis zu 2 Jahren in Holzfässern gelagert, um zusätzliche Aromen an den Brand weiterzugeben.

### Verboten für die Herstellung
- zusätzliche Aromatisierung
- zusätzlicher Zucker / Alkohol
- Methanolmengen über 1000 g/hl, bis auf wenige Ausnahmen[5]

## Verwendete Früchte

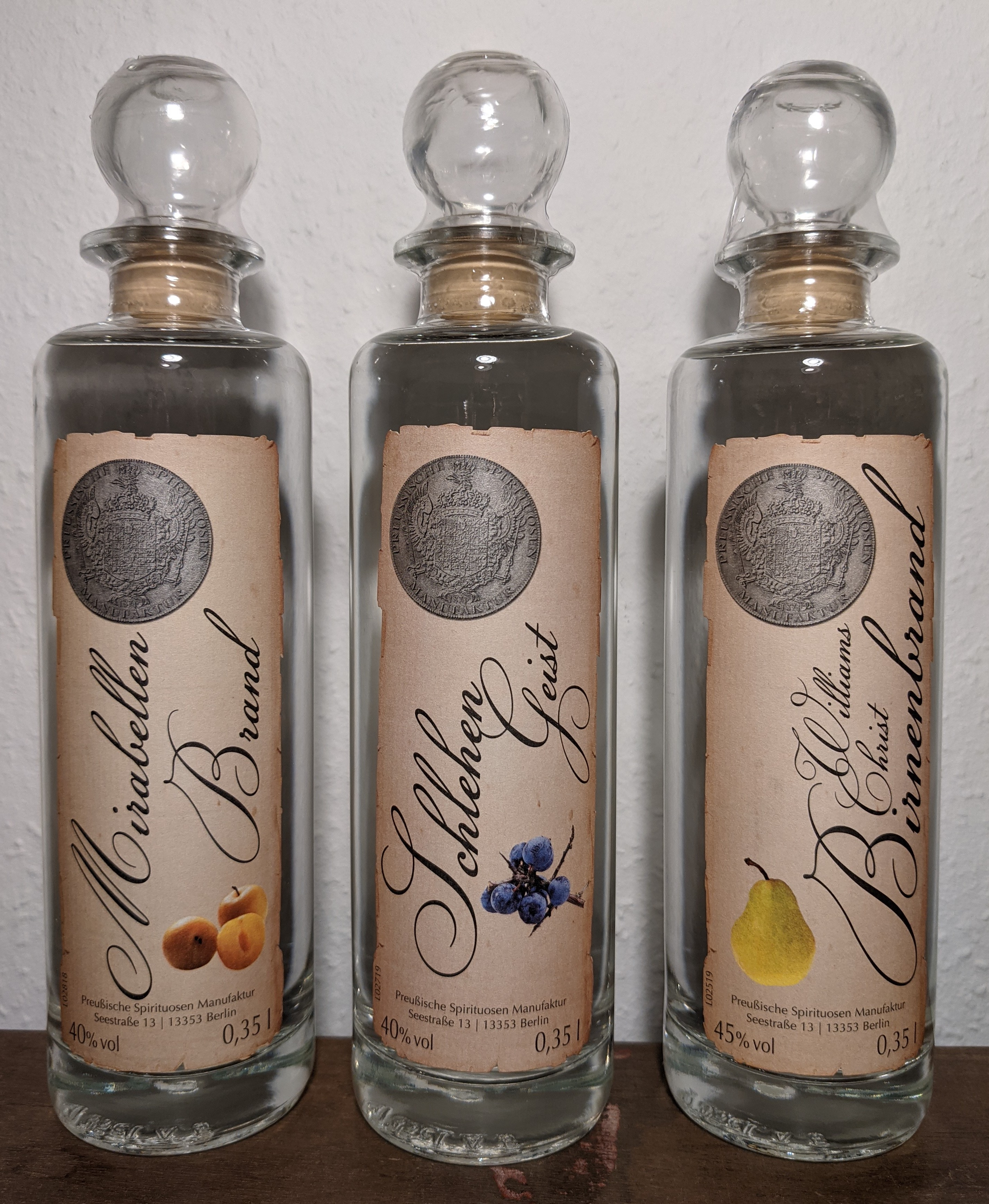
Mirabellenbrand, Schlehengeist und Birnenbrand.

Die Qualität eines Obstbrandes hängt wesentlich von der Qualität der zur Herstellung verwendeten Früchte ab. Das Brennobst sollte die optimale Genussreife erreicht haben, damit ein ausgeprägtes und sortentypisches Aroma vorhanden ist. Je höher der Zuckergehalt, desto größer ist die Alkoholausbeute. Um Branntweinfehler zu vermeiden, muss das Obst frei von Erde, Gras und Blättern sein. Unreife, faule, verschimmelte und schlecht ausgebildete Früchte sind nicht geeignet. Sie enthalten wenig Zucker und kaum gute Aromastoffe.
Verwendet werden alle Arten von Obst wie:
- Äpfel, z. B. Rheinischer Bohnapfel, Rambour, Gravensteiner, Bittenfelder, sämtliche Renetten, Brettacher, Cox Orange, Kaiser Wilhelm, Trierer Weinäpfel
- Birnen, z. B. Wein-/Mostbirnen, Gelbmöstler, Alexander Lucas, Flaschenbirne, Conference, Williams Christbirne, Nelches-Birne
- Kirschen
- Zwetschgen
- Mirabellen
- Aprikosen
- Quitten

Der durchschnittliche Einkaufspreis für Obstbrennereien  (im Jahr 2004) liegt bei Äpfeln pro Kilogramm ca. bei 0,05 € und bei Birnen ca. bei 0,04 €. Das verwendete Obst stammt häufig von Streuobstwiesen, die von vielen bäuerlichen Betrieben und Nebenerwerbsbrennern gepflegt werden. Das Obst der Streuobstwiesen ist in der Regel nicht als Tafelobst für den unmittelbaren Verzehr geeignet. Dieses so genannte Wirtschaftsobst kann aber für Obstsäfte, Most, Obstbrand, Marmelade und die Gewinnung von Agraralkohol genutzt werden.
Die Erhaltung, Landschafts- und Biotoppflege zahlreicher Streuobstwiesen gelang bis 31. Dezember 2017 (oft nur noch) durch die Abnahmegarantie der Bundesmonopolverwaltung für Branntwein, die den von bäuerlichen Kleinbetrieben und Nebenerwerbsbrennereien bis dahin destillierten Agraralkohol zu festgesetzten Literpreisen abnahm.

## Abgrenzung
Obstbrand mit FruchtauszugEin Obstbrand, dem ein Fruchtauszug zugesetzt wird oder die frischen oder getrockneten Früchte beim Reifen der Spirituose durchtränkt werden. Die verwendeten Früchte sind von derselben Art wie die, aus denen der Brände hergestellt wurde, und stammen oft aus derselben Ernte. Dieser Prozess intensiviert den Geschmack und reichert das Bouquet des Obstbrandes an. Außerdem wird der Brand dadurch gesüßt, allerdings nicht so intensiv wie bei einem Likör. Je nach Fruchtart und Auszugsdauer kann die Spirituose eine dunklere Farbe annehmen. Alte Pflaume (auch Altes Pflümli genannt) ist eine Spezialität der Ortenau und des Schwarzwalds, bei der aus Haferpflaume destillierter Brand mit einem Auszug derselben Frucht versetzt wird.
ObstgeistIm Gegensatz zum Obstbrand werden beim Obstgeist die Früchte nur zum Aromatisieren von reinem, geschmacksneutralem Alkohol verwendet. Typischerweise geschieht das bei Beerenfrüchten, deren geringer Zuckergehalt nicht für eine alkoholische Gärung ausreicht. Nachdem der Spirituose mit frischen Früchten angereichert wurde, erfolgt eine weitere Destillation. Am bekanntesten unter dieser Spirituosenform ist der Himbeergeist.
ObsttresterbrandBrand aus dem Trester einer oder mehrerer Obstsorten (allerdings außer Weintrauben) ist ein Obsttresterbrand.

## Lager- und Genusstemperatur
Die Lagerung unterliegt keinen besonderen Erfordernissen, der Genuss erfolgt üblicherweise bei Zimmertemperatur oder leicht gekühlt (Untertemperatur).